# Wake up! かごしま
Wake up! かごしま（ウェークアップ- ）は、南日本放送（MBC）ラジオで月曜日から金曜日までの5:10 - 5:15（JST）に放送されているアナウンサーがメインのミニ情報番組である。2009年4月6日放送開始。

## 概要
この点については、かつて当局で放送された番組の「ana the world」を彷彿とされるものになっていて、鹿児島に関することや個人に関する話題、さらにはMBCのラジオやテレビに関することまでを放送し、その次の音楽に関しては、週ごとにテーマを設ける形で放送する。

## 担当アナウンサー
- 月曜日 - 竹内梢
- 火曜日 - 吉田智大
- 水曜日 - 末永安佳梨
- 木曜日 - 岩﨑弘志
- 金曜日 - 清川真衣